# Tanhyeon-dong
Tanhyeon-dong (koreanska: 탄현동) är en stadsdel i staden Goyang i provinsen Gyeonggi i den nordvästra delen av Sydkorea, 23 km nordväst om huvudstaden Seoul. Den ligger i stadsdistriktet Ilsanseo-gu.